# ساكيكو ماتسوي
ساكيكو ماتسوي (باليابانية: 松井咲子؛ بالكانا: まつい さきこ) هي مغنية وعازفة بيانو وممثلة يابانية، ولدت في 10 ديسمبر 1990 في وارابي في اليابان.

## وصلات خارجية
- ساكيكو ماتسوي على موقع ميوزك برينز (الإنجليزية)
- ساكيكو ماتسوي على موقع ديسكوغز (الإنجليزية)